# Białoruski Państwowy Uniwersytet Medyczny
Białoruski Państwowy Uniwersytet Medyczny (biał. Беларускі дзяржаўны медыцынскі ўніверсітэт, (ros. Белорусский государственный медицинский университет) – białoruska publiczna uczelnia medyczna, zlokalizowana w Mińsku.
Poprzednikiem uczelni był Wydział Medyczny utworzony w 1921 roku na Białoruskim Uniwersytecie Państwowym. Pierwsza grupa studentów ukończyła go w 1925 roku (21 osób uzyskało dyplom oraz uprawnienia lekarskie). W 1930 roku na bazie Wydziału Medycznego utworzono Miński Instytut Medyczny. W czasie działań wojennych na froncie wschodnim II wojny światowej w latach 1941–1943 uczelnia nie funkcjonowała, następnie wznowiła działalność w Jarosławiu, by w 1944 roku powrócić do Mińska. 
W 1971 roku uczelnia została odznaczona Orderem Czerwonego Sztandaru Pracy za osiągnięcia w kształceniu specjalistów, rozwijanie publicznej służby zdrowia oraz nauk medycznych. W 2001 uczelnia otrzymała status uniwersytetu państwowego.
W skład uczelni wchodzą następujące jednostki administracyjne:
- Wydział Stomatologii
- Wydział Medycyny Ogólnej
- Wydział Medycyny Wojskowej
- Wydział Pediatrii
- Wydział Farmacji
- Wydział Profilaktyki Medycznej
- Wydział Studiów Medycznych dla Studentów Zagranicznych